# 千々石川

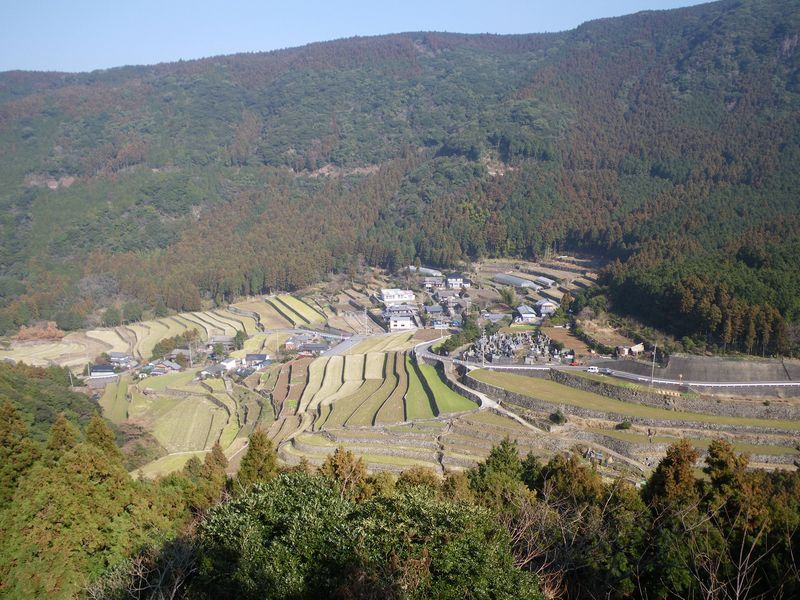
「日本の棚田百選」の一つ・清水棚田

千々石川（ちぢわがわ）は、島原半島西岸を北西へ流れ下り、橘湾へ注ぐ二級河川である。流域は長崎県雲仙市に属する。島原半島最大の川で、橘湾に流入する最大の川でもある。
流域は雲仙地溝内にあたり、北の千々石断層と南の木場断層・別所断層に仕切られる。落差が大きく水量も安定しているため、明治時代末から水力発電が行われている。

## 地理
雲仙岳の妙見岳（標高1,333m）・仁田峠（標高1,078m）・野岳（標高1,142m）の西側斜面を水源とする。水は雲仙温泉で知られる標高700-800mの雲仙盆地北側に集まる。雲仙盆地の北西端には昭和45年（1970年）に別所ダム（鴛鴦ノ池）が作られた。
別所ダムから出た水の一部は山領川（古賀川）へ流れ、西の急斜面を下って橘湾へ注ぐが、本流は稚児落としの滝を経て北へ流れる。両岸に棚田が広がる上岳地区で、東から清水川が合流する。険しい谷間を抜けると、川は千々石町木場名の盆地を北西に流れる。この盆地で九千部岳方面から流れてくる飯岳川が合流する。
東の九千部岳山麓と西の猿葉山々麓がぶつかる狭い水路を抜けると、千々石地区の扇状地が広がる。川は田畑の中を北西へ流れ、東から流れてくる上峰川と合流する。海岸の砂浜（千々石海水浴場）に突き当たると南へ流れ、扇状地・砂浜の南端で橘湾へ注ぐ。
源流部は雲仙天草国立公園に含まれ、上流域にはヤマメ養殖場や棚田がある。中・下流域の盆地・扇状地では田畑が広がる。

## 支流
主な支流は3本で、全て右岸（東側）から合流する。
- 清水川 - 妙見岳西側・雲仙盆地の外側を流れ、上岳で合流する。
- 飯岳川 - 九千部岳（標高1,062m）の南側斜面を流れ、木場名で合流する。
- 上峰川（かんみねがわ） - 最大の支流。九千部岳北側斜面から千々石断層に沿って流れ、河口付近で合流する。

## 関連施設・観光地
雲仙盆地
雲仙温泉やゴルフ場の他に、湿地やミヤマキリシマ群落などもあり、観光地として知られる。なお雲仙盆地北部は千々石川、南部は有家川の流域となっている。
別所ダム
雲仙盆地の北西端にあるダムで、「鴛鴦ノ池」（おしどりのいけ）とも呼ばれる。堤高19.3m・堤頂長178m・総貯水量192.3万t・有効貯水量183.7万tの均一型フィルダムである。ダムの水は雲仙の上水道用水と千々石地区の灌漑用水に利用されている。かつては「別所が原」という平坦地で、水田があり温泉も沸いていた。県営の灌漑排水事業により昭和36年（1961年）にダムが着工、昭和45年（1970年）にダムが完成し、水田と温泉は消滅した。冬には水鳥も飛来するが、名の由来となったオシドリは少ない。
水力発電所
上流・中流域には明治43年（1910年）から水力発電所が作られ、今も九州電力により5基が稼動している。長崎県内の水力発電所は、千々石川以外では福江島の鰐川にある。

### 関連道路
- 国道57号 - 源流部（雲仙道路）・下流部（島原街道）
- 国道389号 - 源流部
- 仁田峠循環道路 - 源流部
- 長崎県道128号雲仙千々石線 - 上・中流域
- 長崎県道210号平石千々石線 - 上峰川流域